# Mukofagia
Mukofagia – sposób odżywiania u niektórych ryb i bezkręgowców, polegający na spożywaniu śluzu.
Śluz stanowi wysokoenergetyczny suplement diety niektórych ryb i bezkręgowców, szczególnie dla młodych osobników. Osobniki odżywiające się śluzem często są czyścicielami skóry dla innych zwierząt. Istnieją też endopasożyty ptaków i ssaków żerujące w ich układzie oddechowym, głównie na śluzie (np. niektóre dręcze), a także endopasożyty ryb, takie jak wszy morskie (Lepeophtheirus sp.), które przyczepiają się do ścian komory skrzelowej i na wewnętrznej powierzchni operculum, i odżywiają się śluzem (np. samice Lepeophtheirus europaensis). 
Innym zastosowaniem tego terminu jest odniesienie do narządu bogatego w komórki śluzowe, służącego do zdobywania pokarmu. Podczas filtracji wody, żywe organizmy zostają uwięzione w śluzie, a ten przechodzi do przełyku.